# Joan Pennington
Joan Pennington (* 28. Februar 1960 in Franklin, Tennessee) ist eine ehemalige Schwimmerin aus den Vereinigten Staaten. Sie gewann bei den Weltmeisterschaften 1978 zwei Goldmedaillen und eine Silbermedaille.

## Karriere
Joan Pennington siegte bei den Weltmeisterschaften 1978 in West-Berlin über 100 Meter Schmetterling vor Andrea Pollack aus der DDR. Über 200 Meter Lagen erschwamm sie die Silbermedaille hinter ihrer Landsfrau Tracy Caulkins. Die 4-mal-100-Meter-Lagenstaffel mit Linda Jezek, Tracy Caulkins, Joan Pennington und Cynthia Woodhead gewann den Titel vor der Staffel aus der DDR. An den Olympischen Spielen 1980 in Moskau konnte Joan Pennington wegen des Olympiaboykotts nicht teilnehmen. 1983 trat Pennington bei den Panamerikanischen Spielen in Caracas über 100 Meter Rücken an und gewann die Silbermedaille hinter ihrer Landsfrau Sue Walsh.
Joan Pennington studierte von 1978 bis 1980 und nach einer Unterbrechung wieder von 1982 bis 1984 an der University of Texas at Austin. Sie war die erste bedeutende Schwimmerin dieser Universität. 1979 wurde sie nach ihren Weltmeistertiteln zur besten College-Schwimmerin der Vereinigten Staaten des Studienjahres 1978/79 gekürt und erhielt dafür die Broderick Award. In ihrem Abschlussjahr 1984 gewann das Team der University of Texas erstmals die Meisterschaft der National Collegiate Athletic Association. Insgesamt gewann Pennington acht nationale College-Titel. Nach ihrer Graduierung machte sie ihren Master an der Vanderbilt University. Schließlich promovierte sie in Präventiver Gesundheitsvorsorge (preventive health care) an der Loma Linda University in Kalifornien.